# Castorano
Castorano es una localidad y comune italiana de la provincia de Ascoli Piceno, región de las Marcas, con 2350 habitantes.

## Evolución demográfica
| Gráfica de evolución demográfica de Castorano entre 1861 y 2001 |
|                                                                 |
| Fuente ISTAT - elaboración gráfica de Wikipedia                 |